# Pero tolima
Pero tolima là một loài bướm đêm trong họ Geometridae.